# Myrmelachista elongata
Myrmelachista elongata är en myrart som beskrevs av Santschi 1925. Myrmelachista elongata ingår i släktet Myrmelachista och familjen myror. Inga underarter finns listade i Catalogue of Life.